# Хаити на Светском првенству у атлетици на отвореном 2015.
Хаити је учествовао  на Светском првенству у атлетици на отвореном 2015. одржаном у Пекингу од 12. до 30. августа четрнаести пут. Репрезентацију Хаитија представљао је један атлетичар који се такмичио у троскоку.,
На овом првенству Хаити није освојило ниједну медаљу, нити је постигнут неки рекорд.

## Резултати

### Мушкарци
| Атлетичар  | Дисциплина | Лични рекорд | Квалификације | Квалификације | Финале           | Финале       | Детаљи |
| Атлетичар  | Дисциплина | Лични рекорд | Резултат      | Место         | Резултат         | Место        | Детаљи |
| ---------- | ---------- | ------------ | ------------- | ------------- | ---------------- | ------------ | ------ |
| Самир Лејн | троскок    | 17,39 НР     | 16,23         | 11 у гр. А    | Није се пласирао | 22 / 27 (28) |        |